# 밀레 (프랑스의 기업)
밀레(프랑스어: Millet)은 프랑스의 아웃도어 브랜드이다. 현재 라푸마가 소유하고 있다.

## 같이 보기
- 파타고니아
- 컬럼비아 스포츠웨어
- 아이스브레이커
- 라푸마
- 노스페이스
- 머렐
- 캐나다 구스
- 몽클레르
- 몽벨